# Sant Pere de Bellestar
Sant Pere de Bellestar és l'església parroquial de Bellestar, al municipi de Montferrer i Castellbò (Alt Urgell), protegida com a bé cultural d'interès local.

## Descripció
És una església d'una sola nau capçada a nord-est amb capçalera plana. Actualment presenta una coberta de fusta a doble vessant que sosté un llosat i que substitueix l'antiga volta. Presenta una capella adossada al mur meridional, que s'obre a la nau en arc de mig punt. La nau és separada del presbiteri per un arc faixó. La porta d'accés, amb llinda, es troba al mur occidental, i és coronada per un ull de bou circular. El temple presenta altres tres obertures al mur de migdia, dues finestres quadrades al presbiteri, i una espitllera de doble biaix a la nau. Adossat a la cantonada sud-occidental del conjunt hi ha un campanar de torre, de secció quadrangular, i amb coberta de llosa a doble vessant, que s'obre als quatre vents al pis superior. El campanar és arrebossat, a diferència de la resta del temple, que és a pedra vista.

## Història
El lloc de Bellestar apareix mencionat en una carta del bisbe Ponç de Vilamur l'any 1244. L'any 1378 consta que la comanda de Susterris hi tenia establerts tres homes propis. Bellestar, juntament amb Aravell, població amb la qual formava una batllia, era del vescomte de Castellbò. L'església de Sant Pere, que no apareix en la relació de parròquies de 1575, consta com a tal l'any 1758, amb la sufragània de Sant Joan de Campmajor i les capelles annexes del Roser, de la Concepció, de Sant Marc i de Sant Miquel arcàngel.